# Echineulima mittrei
Echineulima mittrei is een slakkensoort uit de familie van de Eulimidae. De wetenschappelijke naam van de soort is voor het eerst geldig gepubliceerd in 1851 door Petit de la Saussaye.